# Resolució 2161 del Consell de Seguretat de les Nacions Unides
La Resolució 2161 del Consell de Seguretat de les Nacions Unides fou adoptada per unanimitat el 17 de juny de 2014. El Consell va ampliar els mandats de l'ombudsman (creat per la Resolució 1904) i de l'equip d'observació adscrit al Comitè de Sancions d'Al Qaeda per 30 mesos, també va donar instruccions per al seu funcionament i va enumerar les seves responsabilitats.

## Contingut
Després d'enumerar les persones i organitzacions vinculades o que donaven suport o subministrament a Al Qaeda, el Consell va recordar que tots els països havien de congelar els fons i actius de les entitats d'aquesta llista, negar-los l'accés al seu territori i imposar un embargament d'armes. El suport també inclou diners procedent de la producció i tràfic de drogues.
La prohibició també abastava als llocs web de suport a Al Qaeda, despeses de viatge i pagament de rescat. Es es van permetre excepcions a la prohibició de viatjar per complir obligacions religioses prèvia petició.
Es va demanar als Estats membres que treballessin per eliminar els recursos financers d'Al Qaeda i promoure l'existència de la llista de sancions. També havien d'advertir als seus habitants i empreses de vigilància per evitar que Al Qaeda aconseguís explosius o substàncies per produir-ne.